# Basilika von Higüey

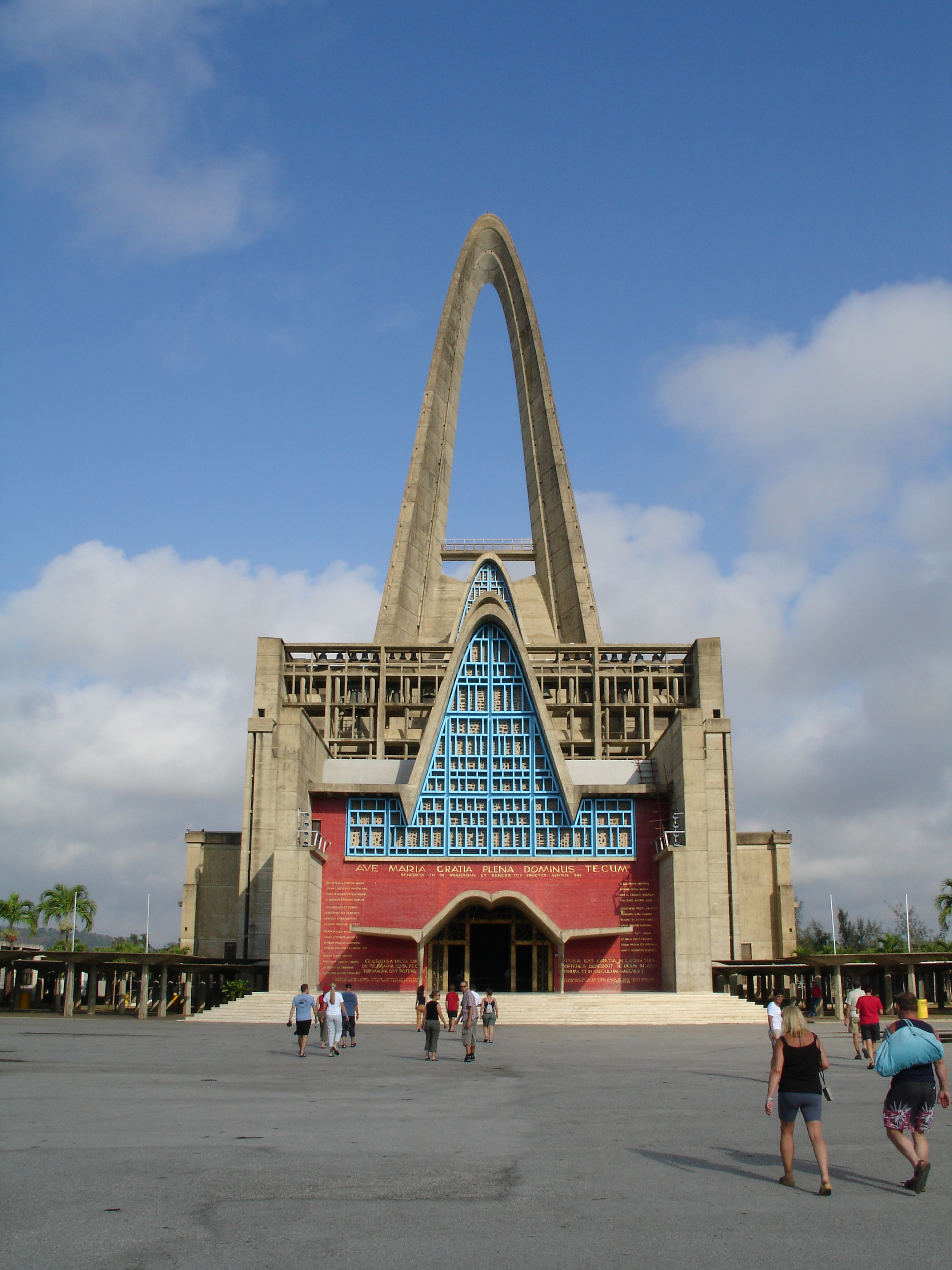
Basilika von Higüey, 2005

Die Basilika von Higüey, offiziell Basilica Catedral Nuestra Señora de la Altagracia genannt, ist ein modernes katholisches Nationalheiligtum in der Stadt Salvaleón de Higüey in der Dominikanischen Republik. Sie ist die Kathedrale des Bistums Nuestra Señora de la Altagracia en Higüey in Higüey und eines der meistbesuchten Heiligtümer in der Karibik.

## Bildnis der Maria von Altagracia

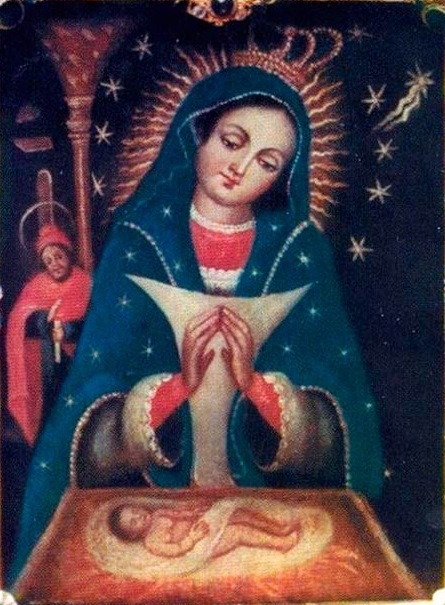
Gnadenbild der Muttergottes von Altagracia

Das Marienbildnis, das 1978 in Spanien restauriert wurde, stammt wahrscheinlich aus der spanischen Stadt Garrovillas de Alconétar, wobei es auch Hinweise auf Siruela in Badajoz gibt. Beide Städte haben die Jungfrau von Altagracia als Patronin und ihr Kapellen gewidmet. Eine weitere Tatsache, die auf die Region Extremadura verweist, ist der in Brozas (10 km von Garrovillas entfernt) geborene Nicolás de Ovando, der als Kommandant von Lares (11 km von Siruela entfernt) diente, bevor er als Gouverneur von Indien im Jahr 1502 in Hispaniola ankam. Das Bild der Maria von Altagracia nimmt die Farben der dominikanischen Flagge vorweg.

## Geschichte

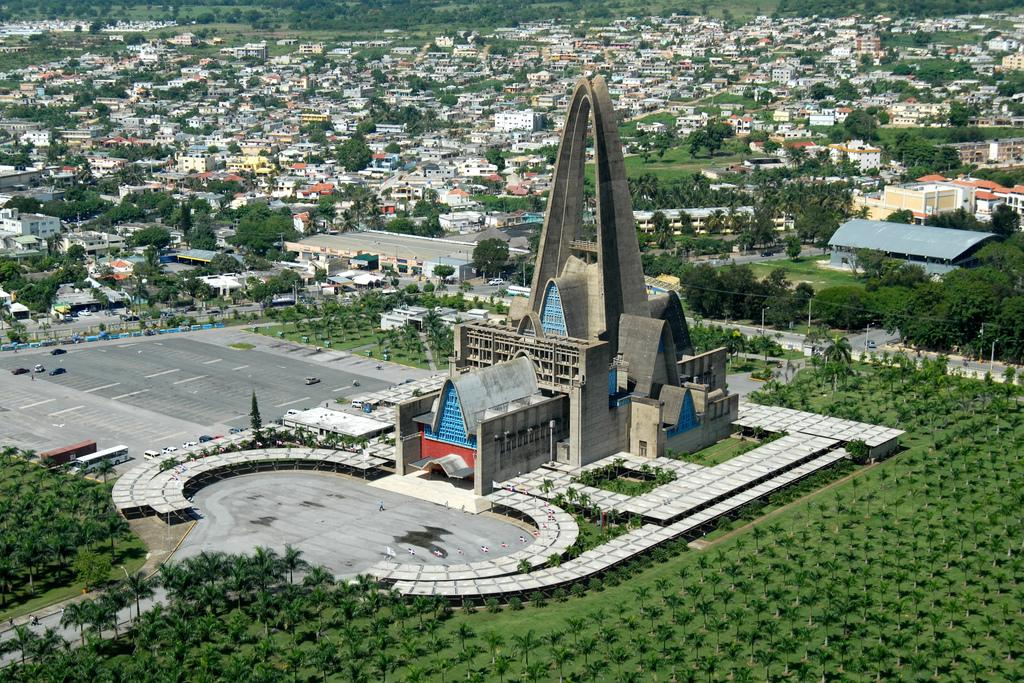
Luftbild über das Gelände der Basilika

Die Basilika ersetzt ein altes Heiligtum aus dem Jahr 1572. Für den Bau wurde 1947 ein internationaler Wettbewerb ausgeschrieben, aus dem die Architekten André-Jacques Dunoyer de Segonzac und Pierre Dupré ausgewählt wurden. Die  Basilika wurde ab 1954 auf Weisung des ersten Bischofs von Higuey, Juan Félix Pepén y Solimán, von diesen französischen Architekten errichtet und nach 17 Jahren fertiggestellt.
Am 21. Januar 1971 wurde die heutige Basilika in Anwesenheit des damaligen Präsidenten Joaquín Balaguer geweiht. Am 12. Oktober desselben Jahres wurde es zum Dominikanischen Denkmal erklärt. Am 17. Oktober 1971 erhob Papst Paul VI. die Kirche in den Rang einer Basilica minor. Zwei Jahre später, am 15. August 1973, bekam die Basilika zusätzlich die Funktion der Kathedrale des Bistums Nuestra Señora de la Altagracia en Higüey.
Am 12. Oktober 1992 erneuerte Papst Johannes Paul II. bei seinem zweiten Besuch des Landes persönlich die Marienkrönung des Bildes von La Altagracia mit einem silbernen Stirnband, nachdem bereits Papst Pius XI. 1922 die Marienkrönung vorgenommen hatte. 

## Architektur
Die Basilika mit Platz für 3000 Gläubige wurde in der Mitte der Stadt erbaut und bildet mit ihrem Baukörper die Form eines lateinischen Kreuzes. Der Haupteingang ist als Bronzetür mit einem Goldband von 24 Karat ausgeführt. Im Kirchturm wurde ein Geläut mit 45 Bronzeglocken installiert. Das bemerkenswerteste Detail ihrer Architektur sind die länglichen Bögen, die die betenden Hände der Madonna von Altagracia darstellen. An der Spitze des höchsten Bogens befand sich ursprünglich ein Kreuz, das vermutlich vom Hurrikan David 1979 abgerissen wurde. Erst im Jahr 2014 wurde es durch ein neues Kreuz ersetzt.